# Tarn Taran (district)
Tarn Taran is een district in de Indiase staat Punjab. De hoofdplaats is Tarn Taran. Het district werd gesticht in 2006, voordien maakte het deel uit van het district Amritsar.

## Bevolking
In 2011 telde het district 1.119.627 inwoners, een stijging vergeleken met 939.057 inwoners in 2001, 806.944 personen in 1991 en 728.142 personen in 1981. Tussen 2001-2011 nam de bevolking met 19,23 procent toe. In de vorige volkstelling van India, tussen 1991-2001,
registreerde het district Tarn Taran een toename van 16,26 procent.
De geslachtsverhouding in 2011 is 900 vrouwen per 1000 mannen. Er woonden in totaal 589.369 mannen en 530.258 vrouwen. Gemiddeld kon 67,8% van de bevolking lezen en schrijven: 73,2% van de mannen en 61,9% van de vrouwen.

### Religie
In 2011 hing 93,33% van de bevolking het sikhisme aan, waarmee het district het hoogste percentage van sikhs in India heeft. Het hindoeïsme was het geloof van 5,4% van de bevolking, terwijl kleinere percentages van christenen (0,54%) en moslims (0,34%) werden geregistreerd.

## Steden
Het district Tarn Taran heeft een lage urbanisatiegraad. In 2011 woonde 12,66% van de totale bevolking in stedelijke gebieden, oftewel 141.795 personen, waarvan 75.047 mannen en 66.748 vrouwen. Volgens de volkstelling van 2011 leefde 87,34% van de bevolking in dorpen op het platteland. De grootste (semi-)stedelijke nederzettingen waren:
- Tarn Taran (66.847 inwoners)
- Patti (40.976 inwoners)
- Bhikhiwind (20.526 inwoners)
- Khem Karan (13.446 inwoners)

Amritsar · Barnala · Bathinda · Faridkot · Fatehgarh Sahib · Fazilka · Firozpur · Gurdaspur · Hoshiarpur · Jalandhar · Kapurthala · Ludhiana · Mansa · Moga · Muktsar · Pathankot · Patiala · Rupnagar · Sahibzada Ajit Singh Nagar (Mohali) · Sangrur · Shahid Bhagat Singh Nagar · Tarn Taran